# The Creeper (album)
The Creeper è un album di Donald Byrd, pubblicato dalla Blue Note Records nel 1981. Il disco fu registrato il 5 ottobre 1967 al Van Gelder Studio di Englewood Cliffs, New Jersey (Stati Uniti).

## Tracce
Brani composti da Donald Byrd, tranne dove indicato
Lato A
1. Samba Yantra – 9:34 (Chick Corea)
2. I Will Wait for You – 9:05 (Michel Legrand, Norman Gimbel)
3. Blues Medium Rare – 6:06

Lato B
1. The Creeper – 4:38 (Sylvester Kyner)
2. Chico-San – 6:43 (Chick Corea)
3. Early Sunday Morning – 6:18
4. Blues Well Done – 6:24

## Musicisti
- Donald Byrd - tromba
- Sonny Red (Sylvester Kyner) - sassofono alto (tranne nel brano: I Will Wait for You)
- Pepper Adams - sassofono baritono (tranne nel brano: I Will Wait for You)
- Chick Corea - pianoforte
- Miroslav Vitous - contrabbasso
- Mickey Roker - batteria[4]